# Julio Libonatti
Julio Libonatti (ur. 5 lipca 1901 w Rosario, zm. 9 października 1981 tamże) – napastnik argentyński, później naturalizowany we Włoszech.
Urodzony w Rosario Libonatti rozpoczął swą karierę w roku 1917 w klubie Newell’s Old Boys. W roku 1925 przeszedł do włoskiego klubu Torino FC. Był to pierwszy znany w historii transfer piłkarza zza oceanu do klubu europejskiego. W Torino (z którym w 1928 roku zdobył mistrzostwo Włoch) rozegrał 284 mecze, w których zdobył 164 bramki. Następnie grał także w Genoi oraz Rimini Calcio. W 1938 roku zakończył karierę jako piłkarz tego klubu.
Libonatti grał zarówno w reprezentacji Argentyny (w której w latach 1917–1925 rozegrał 15 meczów i zdobył 8 bramek), jak i w reprezentacji Włoch (w latach 1926–1931 rozegrał 17 meczów i zdobył 15 bramek). Trzykrotnie wystąpił w turnieju Copa América - w 1920 został wicemistrzem Ameryki Południowej, a w 1921 - mistrzem. Natomiast występ w roku 1922 był dla Argentyny zupełnie nieudany. Z reprezentacją Włoch zdobył brązowy medal olimpijski podczas Igrzysk Olimpijskich w 1928 roku (zagrał tylko jeden mecz z Francją, wygrany przez Włochów 4:3).